# Маряхин, Сергей Степанович
Серге́й Степа́нович Маря́хин (24 сентября (7 октября) 1911 года, дер. Тоторшево Нижегородской губернии Российской империи, ныне — Ардатовского района Нижегородской области, — 15 июня 1972 года, г. Москва, РСФСР, СССР) — советский военачальник, генерал армии (1968). Заместитель Министра обороны СССР — начальник Тыла Вооружённых Сил СССР (1968—1972). Член ЦК КПСС (1971—1972).

## Биография
Из семьи крестьян. Русский. В 1928—1931 годах жил в городе Кулебаки, где вступил в комсомол, а в 1931 году — и в ряды ВКП(б). В Кулебаках окончил школу ФЗУ, после чего работал подручным сталевара и сталеваром.

## Довоенная служба
В Красной Армии с июня 1931 года, призван по спецнабору. Окончил Саратовскую бронетанковую школу в марте 1932 года. С марта 1932 года командовал танковым взводом в механизированной бригаде имени Калиновского, с декабря 1933 — исполняющий обязанности командира роты там же. С апреля 1935 по ноябрь 1938 года служил помощником командира роты в Орловском бронетанковом училище. Член ВКП(б) с 1931 года. В 1941 году окончил Военную академию имени М. В. Фрунзе.

## Великая Отечественная война
Великую Отечественную войну майор Маряхин встретил в должности заместителя начальника штаба 99-го танкового полка в 50-й танковой дивизии Харьковского военного округа (вступил в должность в мае). В начале июля вступил с полком в бой в ходе — командира танкового батальона в Харьковском военном округе. В июле вступил в бой в составе 25-го механизированного корпуса 21-й армии Западного фронта, приняв участие в контрударе на Пропойск. В этих боях стал командиром танкового батальона в том же полку в июле, а в сентябре — начальником штаба 99-го танкового полка. Участвовал в оборонительных и безуспешных наступательных боях под Пропойском, затем в Смоленском сражении 1941 года.
В сентябре 1941 года, после преобразования 50-й танковой дивизии в 150-ю танковую бригаду, капитан Маряхин назначен помощником начальника штаба бригады по оперативной работе. С января по март 1942 года исполнял обязанности начальника штаба бригады. С апреля 1942 — начальник оперативного отдела автотракторного управления штаба автобронетанкового управления Брянского фронта, с августа 1942 года — в той же должности на Воронежском фронте. Участвовал в Воронежско-Ворошиловградской оборонительной операции.
С февраля 1943 года — начальник штаба управления командующего бронетанковыми и механизированными войсками Воронежского фронта (с октября 1943 года — 1-го Украинского фронта, участвовал в Курской битве и в битве за Днепр. С ноября 1943 года — начальник оперативного отдела штаба 4-й танковой армии (с апреля 1944 — 4-я гвардейская танковая армия) на 1-м Украинском фронте. В марте-апреле 1945 года короткое время командовал 68-й гвардейской танковой бригадой 4-й гв. ТА, затем вернулся на предыдущую должность. Принимал участие в Львовско-Сандомирской, Висло-Одерской, Нижне-Силезской, Верхне-Силезской, Берлинской и Пражской наступательных операциях. Окончил войну в звании полковника.

## После войны

Памятник на Новодевичьем кладбище Москвы

С июня 1945 года — командир 81-го гвардейского тяжёлого танкосамоходного полка в Центральной группе войск. С ноября 1946 года — начальник штаба 8-й гвардейской дивизии. С июня по декабрь 1948 года служил начальником оперативного отделения штаба 4-й гвардейской танковой армии, затем на учёбе. В 1950 году окончил Высшую военную академию имени К. Е. Ворошилова. С марта 1951 года — командир 25-й танковой дивизии. С февраля 1954 года — начальник штаба 1-й гвардейской механизированной армии в Группе советских войск в Германии, с января 1955 года стал первым заместителем командующего этой армией. С октября 1956 года находился на преподавательской работе в Военной академии Генерального штаба: старший преподаватель кафедры стратегии и оперативного искусства, с февраля 1958 года — старший преподаватель кафедры оперативного искусства.
С мая 1958 года — командующий 7-й гвардейской общевойсковой армией Закавказского военного округа. С мая 1960 года — первый заместитель командующего, с марта 1963 года — командующий Северной группой войск на территории Польши. С июля 1964 года — командующий войсками Белорусского военного округа. С сентября 1967 года — первый заместитель начальника Тыла Вооруженных Сил СССР. Генерал армии (22.02.1968). С апреля 1968 года по 15 июня 1972 года — заместитель Министра обороны СССР — начальник Тыла Вооруженных Сил СССР.
Кандидат в члены ЦК КПСС в 1966—71 гг. Член ЦК КПСС в 1971—72 гг. Депутат Верховного Совета СССР 7-го и 8-го созывов (1966—1972 гг.).
Скончался 15 июня 1972 года в г. Москве. Похоронен на Новодевичьем кладбище.

## Воинские звания
- воентехник 2-го ранга (13.01.1936)
- воентехник 1-го ранга (20.02.1938)
- старший лейтенант (6.06.1938)
- капитан (20.04.1940)
- майор (10.11.1941)
- подполковник (11.04.1942)
- полковник (22.05.1943)
- генерал-майор танковых войск (3.08.1953)
- генерал-лейтенант танковых войск (25.05.1959)
- генерал-полковник (13.04.1964)
- генерал армии (22.02.1968).

## Награды
- Три ордена Ленина (31.05.1945[3], 30.12.1956, 06.10.1971);
- Два ордена Красного Знамени (4.01.1942[4], 03.11.1953[5]);
- Орден Суворова II степени (6.04.1945[6]);
- Орден Богдана Хмельницкого II степени (25.08.1944);
- Орден Отечественной войны I степени (10.01.1944[7]);
- Два ордена Красной Звезды (9.2.1943[8], 06.05.1946);
- Медаль «За боевые заслуги» (03.11.1944);
- Медаль «За взятие Берлина»
- Медаль «За освобождение Праги»
- Ряд других медалей СССР

Иностранные ордена
- Орден Virtuti Militari 3-го класса (Польша)
- Орден Возрождения Польши 3-го класса (Польша)
- Орден Сухэ-Батора (Монголия, 06.07.1971)
- Медаль «Братство по оружию» (Польша)
- Медаль «За укрепление дружбы по оружию» в золоте (ЧССР)
- Медаль «30 лет Халхин-Гольской Победы» (Монголия, 1969)
- Медаль «50 лет Монгольской Народной Армии» (Монголия, 1971)

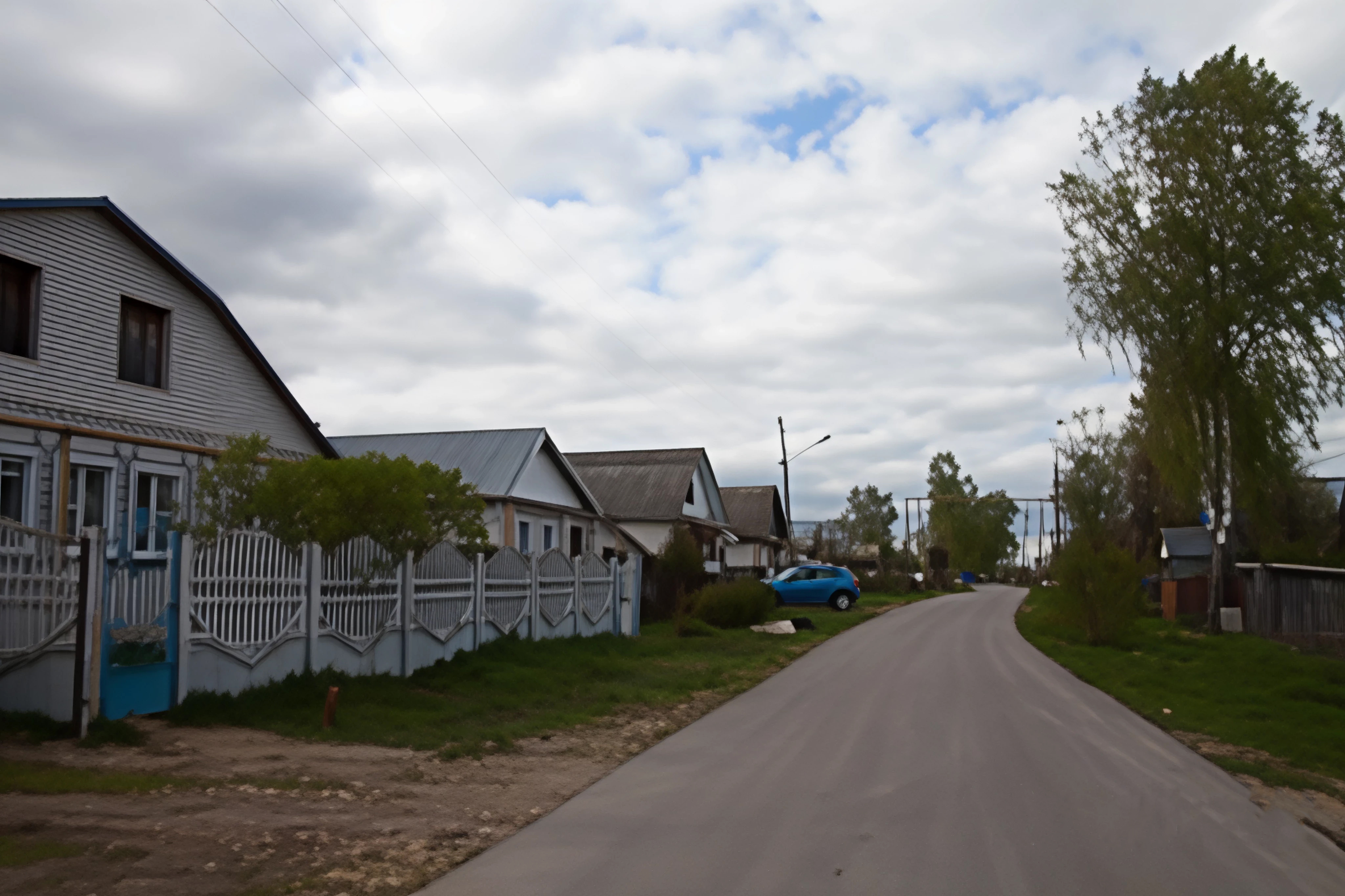
Улица Маряхина в Ардатове

- Медаль «50 лет Монгольской Народной Революции» (Монголия, 1971)

## Память
Именем Сергея Степановича Маряхина названы улицы в Ардатове и Кулебаках, мемориальные доски размещены на доме, где он родился, и школе, где он учился.